# MTV Europe Music Award pro nejlepšího zpěváka
MTV Europe Music Award pro nejlepšího zpěváka je jednou z původních cen, která se uděluje každý rok od první MTV Europe Music Awards v roce 1994. V roce 2007 byla přejmenována na Nejlepší sólista pro mužské i ženské pohlaví. V roce 2008 byl znovu vyzařen z EMAs, ale v roce 2009 se opět vrátil s původním názvem. Robbie Williams získal tuto cenu třikrát.

## 1990 - 1999
| Rok  | Vítěz           | Nominovaní                                                  |
| ---- | --------------- | ----------------------------------------------------------- |
| 1994 | Bryan Adams     | - MC Solaar - Prince - Seal - Bruce Springsteen             |
| 1995 | Michael Jackson | - Dr. Dre - Lenny Kravitz - Scatman John - Neil Young       |
| 1996 | George Michael  | - Bryan Adams - Beck - Nick Cave - Eros Ramazzotti          |
| 1997 | Jon Bon Jovi    | - Babyface - Beck - Michael Jackson - George Michael        |
| 1998 | Robbie Williams | - Eagle Eye Cherry - Puff Daddy - Ricky Martin - Will Smith |
| 1999 | Will Smith      | - Ricky Martin - George Michael - Sasha - Robbie Williams   |

## 2000 - 2009
| Rok  | Vítěz             | Nominovaní                                                   |
| ---- | ----------------- | ------------------------------------------------------------ |
| 2000 | Ricky Martin      | - Eminem - Ronan Keating - Sisqo - Robbie Williams           |
| 2001 | Robbie Williams   | - Craig David - Eminem - Ricky Martin - Shaggy               |
| 2002 | Eminem            | - Enrique Iglesias - Lenny Kravitz - Nelly - Robbie Williams |
| 2003 | Justin Timberlake | - Craig David - Eminem - Sean Paul - Robbie Williams         |
| 2004 | Usher             | - Jay-Z - Nelly - Justin Timberlake - Robbie Williams        |
| 2005 | Robbie Williams   | - 50 Cent - Eminem - Moby - Snoop Dogg                       |
| 2006 | Justin Timberlake | - Sean Paul - Pharell - Kanye West - Robbie Williams         |
| 2009 | Eminem            | - Jay-Z - Kanye West - Mika - Robbie Williams                |

## 2010 - 2019
| Rok  | Vítěz         | Nominovaní                                        |
| ---- | ------------- | ------------------------------------------------- |
| 2010 | Justin Bieber | - Eminem - Enrique Iglesias - Usher - Kanye West  |
| 2011 | Justin Bieber | - Bruno Mars - David Guetta - Eminem - Kanye West |
| 2012 | Justin Bieber | - Flo Rida - Jay-Z - Kanye West - Pitbull         |